# Libië op de Olympische Zomerspelen 2024
Libië nam deel aan de Olympische Zomerspelen 2024 in Parijs, Frankrijk.

## Aantal deelnemers
Hieronder volgt een overzicht van de atleten die zich reeds gekwalificeerd hebben voor de Olympische Zomerspelen van 2024.
| Sport         | Mannen | Vrouwen | Totaal |
| ------------- | ------ | ------- | ------ |
| Atletiek      | 1      | 0       | 1      |
| Gewichtheffen | 1      | 0       | 1      |
| Roeien        | 1      | 0       | 1      |
| Schietsport   | 1      | 0       | 1      |
| Zwemmen       | 1      | 1       | 2      |
| totaal        | 5      | 1       | 6      |

## Deelnemers en resultaten

### Atletiek

#### Loopnummers
Mannen
| Atleet        | Onderdeel | Voorronde | Voorronde | Series         | Series         | Herkansingen | Herkansingen | Halve finale   | Halve finale   | Finale         | Finale         |
| Atleet        | Onderdeel | Tijd      | Rang      | Tijd           | Rang           | Tijd         | Rang         | Tijd           | Rang           | Tijd           | Rang           |
| ------------- | --------- | --------- | --------- | -------------- | -------------- | ------------ | ------------ | -------------- | -------------- | -------------- | -------------- |
| Ahmed Essabai | 100 m     | 11,89     | 8         | Niet geplaatst | Niet geplaatst | n.v.t.       | n.v.t.       | Niet geplaatst | Niet geplaatst | Niet geplaatst | Niet geplaatst |

### Gewichtheffen
Mannen
| atleet         | onderdeel | trekken | trekken | stoten | stoten | totaal | rang |
| atleet         | onderdeel | score   | rang    | score  | rang   | totaal | rang |
| -------------- | --------- | ------- | ------- | ------ | ------ | ------ | ---- |
| Ahmed Abuzriba | -102 kg   | 164     | DNF     | DNF    | DNF    | DNF    | DNF  |

### Roeien
Mannen
| atleet          | onderdeel | series  | series | herkansingen | herkansingen | kwartfinale | kwartfinale | halve finale | halve finale | finale  | finale |
| atleet          | onderdeel | tijd    | rang   | tijd         | rang         | tijd        | rang        | tijd         | rang         | tijd    | rang   |
| --------------- | --------- | ------- | ------ | ------------ | ------------ | ----------- | ----------- | ------------ | ------------ | ------- | ------ |
| TMohamed Bukrah | skiff     | 7.37,75 | 5 H    | 7.45,55      | 5 HE/F       | bye         | bye         | 8.00,42      | 4 FF         | 7.28,90 | 31     |

### Schietsport
Mannen
| atleet              | onderdeel         | kwalificaties | kwalificaties | finale         | finale         |
| atleet              | onderdeel         | punten        | rang          | punten         | rang           |
| ------------------- | ----------------- | ------------- | ------------- | -------------- | -------------- |
| Mohammed Bin Dallah | 10 m luchtpistool | 555           | 32            | niet geplaatst | niet geplaatst |

### Zwemmen
Mannen
| Atleet          | Onderdeel        | Series | Series | Halve finale   | Halve finale   | Finale         | Finale         |
| Atleet          | Onderdeel        | Tijd   | Rang   | Tijd           | Rang           | Tijd           | Rang           |
| --------------- | ---------------- | ------ | ------ | -------------- | -------------- | -------------- | -------------- |
| Yousef Abubaker | 100 m vrije slag | 56,19  | 75     | Niet geplaatst | Niet geplaatst | Niet geplaatst | Niet geplaatst |

Vrouwen
| atlete            | onderdeel     | series  | series | halve finale   | halve finale   | finale         | finale         |
| atlete            | onderdeel     | tijd    | rang   | tijd           | rang           | tijd           | rang           |
| ----------------- | ------------- | ------- | ------ | -------------- | -------------- | -------------- | -------------- |
| Maleek Al-Mukhtar | 100 m rugslag | 1.10,99 | 36     | niet geplaatst | niet geplaatst | niet geplaatst | niet geplaatst |